# Angry Birds (saga)
Angry Birds és una franquícia de mitjans d'acció finlandesa creada per Rovio Entertainment. La sèrie de jocs se centra en un estol d'ocells anomenats amb el mateix nom que intenten salvar els seus ous dels porcs de color verd. Inspirat en el joc Crush the Castle, el joc ha estat elogiat per la seva exitosa combinació de joc divertit, estil còmic i baix preu. La seva popularitat va portar a molts spin-off; versions d' Angry Birds creades per a ordinadors i consoles de videojocs, un mercat de mercaderies amb els seus personatges, Angry Birds Toons, una sèrie d'animació televisiva i dues pel·lícules; Angry Birds: La pel·lícula i la seva seqüela Angry Birds 2: La pel·lícula. Al gener de 2014, s'havien produït més de 2.000 milions de descàrregues a totes les plataformes, incloses les edicions regulars i especials.

## Videojocs
- Angry Birds (2009)
- Angry Birds Seasons (2010)
- Angry Birds Rio (2011)
- Angry Birds Friends (2012)
- Angry Birds Space (2012)
- Bad Piggies (2012)
- Angry Birds Star Wars (2012)
- Angry Birds Star Wars II (2013)
- Angry Birds Go! (2013)
- Angry Birds Epic (2014)
- Angry Birds Stella (2014)
- Angry Birds Transformers (2014)
- Angry Birds POP! (2014)
- Angry Birds Fight! (2015)
- Angry Birds 2 (2015)
- Angry Birds Action! (2016)
- Angry Birds Blast (2016)
- Angry Birds Evolution (2017)
- Angry Birds Match (2017)
- Angry Birds Champions (2018)
- Angry Birds Dream Blast (2019)
- Angry Birds VR: Isle of Pigs (2019)
- Angry Birds POP Blast (2019)
- Angry Birds Explore (2019)
- The Angry Birds Movie 2 VR: Under Pressure (2019)
- Angry Birds Reloaded (2021)
- Angry Birds: Bird Island (2021)
- Angry Birds Journey (2022)

## Sèrie de televisió
- Angry Birds Toons (2013–2016)
- Piggy Tales (2014–2019)
- Angry Birds Stella (2014–2016)
- Angry Birds Blues (2017)
- Angry Birds on the Run (2018–2020)
- Angry Birds MakerSpace (2019–2020)
- Angry Birds Slingshot Stories (2020–present)
- Angry Birds Bubble Trouble (2020–2021)
- Angry Birds: Summer Madness (2022–present)

## Pel·lícules
- Angry Birds: La pel·lícula (2016)
- Angry Birds 2: La pel·lícula (2019)